# Langobardentheorie des Zimbrischen
Die Langobardentheorie des Zimbrischen führt die Herkunft der zimbrischen Sprache und Bevölkerung auf langobardische Ursprünge zurück. Die umstrittene Theorie wird nur von einer Minderheit der Zimbern-Forscher und Heimatforscher vertreten; die akademische Dialektologie erkennt das Zimbrische als südbairischen Dialekt.

## Entwicklung der Theorie
Die Langobardentheorie des Zimbrischen wurde von dem Sprachforscher Bruno Schweizer, seit 1937 Mitarbeiter der Forschungsgemeinschaft Deutsches Ahnenerbe, begründet und im Jahr 1948 publiziert. 1974 gelangte der italienische Germanist Alfonso Bellotto unabhängig von Schweizer zur selben Ansicht und begründete dies ebenfalls in einer Veröffentlichung.
2004 hat der zimbrische Linguist Ermenegildo Bidese die Argumente von Schweizer und Bellotto wieder aufgegriffen und auf einer sprachwissenschaftlichen Tagung erneut zur Diskussion gestellt. Auch einige weitere Linguisten haben sich im Laufe der Zeit dieser Theorie angeschlossen.
Die große Mehrheit der Fachwissenschaftler lehnt die Langobardentheorie mehr oder minder strikt zugunsten der „Baierntheorie“ ab. Danach gehen die Zimbern und ihre Sprache auf eine südbairische Kolonisationstätigkeit der Zeit zwischen 1000 und 1200 zurück.

## Argumentation

### Sprachliche Indizien
- Ein Hauptmerkmal des Langobardischen sei das angebliche Fehlen der althochdeutschen Diphthongierung. Im konservativsten Teil des Zimbrischen, nämlich im Westteil der Sieben Gemeinden, sei diese außer im absoluten Wortauslaut nicht durchgeführt. Beispiele sind liibar pruudar statt lìabar prùadar „lieber Bruder“.
- Die Langobarden gelten als Initiatoren der hochdeutschen Lautverschiebung. In keiner Variante des Deutschen sei dies so konsequent durchgeführt wie im Zimbrischen. Beispiele sind faifan statt „pfeifen“; faff statt „Pfaffe“; hòff statt „Kopf“.
- Im Zimbrischen finden sich sogenannte langobardische Kennwörter, die in den oberitalienischen Dialekten nicht oder zumindest nicht so konsequent verwendet werden. Beispiele sind bölbos „Gespenst“ < langobardisch walupaus „Vermummung“; barba „Onkel“ < langobardisch barba „Onkel“.
- Andererseits fehlen dem Zimbrischen die typischen Bezeichnungen für sämtliche Alpentiere, so dass eine Abstammung von südbairischen Migranten aus dem Alpenraum unwahrscheinlich sei. Beispiele sind billa gòaz „wilde Geiß, Gämse“; billar òkso „wilder Ochse, Rothirsch“; billar hano „wilder Hahn, Auerhahn“.
- Dem Zimbrischen fehlen jegliche geographische Eigenbezeichnungen für Orte oder Flüsse aus dem südbairischen Bereich. Hingegen kennt es oberitalienische Ortsbezeichnungen in einer spätlateinischen oder früh-althochdeutschen Lautung aus der Zeit vor dem Jahr 1000. Beispiele: Bèarn „Verona“ (vgl. Dietrich von Bern aus der germanischen Heldensage); Slait „Schio“ (lateinisch scledum).
- Im Zimbrischen finden sich nur jene sogenannten bairischen Kennwörter, die der kirchlichen Terminologie der arianischen Germanenstämme entstammen sollen und außer bei den Goten und Bajuwaren vermutlich auch den arianischen Langobarden bekannt waren. Beispiele: èrtakh „Dienstag“, fiistakh „Donnerstag“, fòat „Hemd“.
- Die binnenbairischen beziehungsweise südbairischen Sprachmerkmale des Zimbrischen (neuhochdeutsche Diphthongierung, langes /ai/ > /ɔa/, langes /oː/ > /ɔa/, langes /eː/ > /ɛa/) seien allesamt erst nach 1200 entstanden und könnten daher nicht von südbairischen Ansiedlern vor 1200 mitgebracht worden sein.

Diesen angeblich langobardischen Sprachmerkmalen steht allerdings eine um ein Vielfaches größere Anzahl von Merkmalen entgegen, die nur auf das Bairische zurückgeführt werden können. Im Weiteren treffen die zugunsten des Langobardischen angeführten Merkmale zu einem großen Teil auch auf die in Nordwestitalien gesprochenen höchstalemannischen Walsermundarten zu, wo sie von der Sprachwissenschaft dem Einfluss der benachbarten italienischen Mundarten zugeschrieben werden. Dies gilt insbesondere für die Monophthongierung von althochdeutsch /ia/, /uo/ zu /iː/ und /uː/ (auch Issimedeutsch heißt es liiber bruuder „lieber Bruder“), die scheinbare Extremverschiebung von althochdeutsch /pf/, /x/ > /f/, /h/ (auch bspw. Rimelladeutsch heißt es faffo „Pfaffe“ und henn „Kind“), die Übernahme von langobardischstämmigen Wörtern (auch die Walser sagen barba „Onkel“) und die infolge jahrhundertelanger Isolation sehr eigenwillige Entwicklung des Wortschatzes. Das Fehlen südbairischer Ortsbezeichnungen bei den Zimbern entspricht dem Fehlen alemannischer Ortsbezeichnungen bei den Walsern und wird dort ebenfalls im Zusammenhang mit der Isolation gesehen. Im Übrigen können Lautentwicklungen polygenetisch entstehen, müssen also nicht zwingend schon aus der Urheimat mitgebracht worden sein (so entspricht liiber bruuder standarddeutschem „lieber Bruder“, ist aber unabhängig davon entstanden).

### Siedlungshistorische Quellen
Es gibt eine einzige mittelalterliche Quelle, die infolge einer Hungersnot von der Umsiedlung einiger Dutzend Bauern aus der Gegend von Benediktbeuern nach Verona berichtet. Dem steht eine ungleich größere Zahl historischer Dokumente gegenüber, die die Ansiedlung langobardischer Wehrbauern („Arimannen“) an den Nordgrenzen des langobardischen Reiches bekundet.
Ausweislich diverser Schriftquellen, aufgrund der extremen Häufung langobardischer Namen und Lehnwörter im italienischen Regionaldialekt, wegen der gehäuften Anzahl langobardischer Kirchenpatrozinien sowie wegen des massierten Auftretens langobardischer Gräberfelder muss angenommen werden, dass besonders um die Stadt Vicenza die Langobarden nicht nur als oberste Herrscherschicht auftraten, wie anderswo in Italien, sondern die normale Bevölkerung bildeten. Vicenza wurde daher im Mittelalter auch Cymbria genannt. Umgekehrt hieß die zimbrische Sprache im Binnendeutschen Wisentainisch „Vicentinisch“.
Die zimbrische Besiedlung der Hochebene der Sieben Gemeinden sei daher aus dem mehrheitlich langobardisch besiedelten Raum von Vicenza erklärbar, wo auch nachweislich die Mutterpfarreien der Sieben Gemeinden liegen. Ähnliche Verhältnisse könnten auch für die zimbrische Besiedelung der Dreizehn Gemeinden vom Gebiet Verona aus bestanden haben.

### Politische Autonomie
Die weitgehende politische Autonomie der zimbrischen Republik der Sieben Gemeinden von etwa 1200 bis 1800 (und in deutlich geringerem Umfang die der Dreizehn Gemeinden) sei mit Wehrbauern aus der langobardischen Oberschicht leichter zu erklären als mit ehemaligen Hintersassen bairischer Klöster. Eine entsprechende Autonomie kennen allerdings auch andere Siedlergruppen in den Alpen wie die Walser und in diesem Fall geht die Gewährung der Autonomie nachweislich auf die örtlichen Grundherren zurück, welche die Siedler in ihre Gebiete gerufen haben.